# Cowbridge
Cowbridge (en gallois Y Bont-faen) est une ville du sud du pays de Galles au Royaume-Uni située dans le county borough du Vale of Glamorgan, entre Swansea et Cardiff, dont elle est proche.
C'est une des rares villes fortifiées du pays dont les ruines sont importantes.

## Jumelage
- Clisson (France) depuis 1991